# 佐々木美穂
佐々木 美穂（ささき みほ）は、日本の女性ファッションモデル、タレント。
大阪府貝塚市出身。ステージ所属。

## 略歴
2006年、大阪市内の大学への通学中、芸能事務所スタッフにスカウトされる。レプロガールズオーディション2006のファイナリストに選出された際、CanCamの編集部の目にとまり、同誌の専属読者モデル『キラキラ★メイツ』としてモデル業を開始。
2011年にはGINGERの専属モデルも務め、CM、雑誌、Web等 幅広い媒体で活躍中。

### モデルとして
2006年　CanCam専属読者モデル『キラキラ★メイツ』に就任。専属モデル並みにかわいいユニットとして話題になった。実際に同メンバーの阪井あゆみ、近藤しづかは専属モデルに昇格している。　2006～2008年の同誌の読者モデル人気投票では、3年連続で1位に輝き、読者モデルとしては異例の5ページにわたる特集ページを組まれることもあった。
- 2011年　Gingerの専属モデルオーディションにて準グランプリを獲得し、専属モデルとして活動するが、1年で卒業。
- 2012年　ラ・パルレのイメージモデルに着任。
- 2013～2014年　産休
- 2015年　Voceのビューティーモデルに起用される。

## 人物
子供が好きで将来の夢は幼稚園の先生になることだったが、立ちっぱなしの仕事にドクターストップがかかった為、一般企業に就職。芸能事務所にスカウトされた際も仕事と両立できるならという条件で活動を開始。
撮影の際は大阪から東京まで通っていたが、モデル業にやりがいを感じ、東京に上京。CM、雑誌、Web等 様々な媒体で本格的に活動を開始する。
ハイブランド等のイメージモデルをこなす一方、本人の性格はおっとり系。 モデルの友達同士では『ほっこり会』というメンバーを結成している。 そういったGAPと抜群のファッションセンスが読者層から支持を得ているようだ。
2008年に結婚、2014年には第一子を授かり、ママモデルとしても活躍の場を広げている。

## 主な出演歴
（この節の出典：）

### 映画
- ガール（2012年）

### TV
- 日本テレビ 「女神のマルシェ」
- BS-TBS 「にっぽん！歴史鑑定」 『戦国の美女～光秀の娘・細川ガラシャの悲劇』 細川ガラシャ役

#### CM
- サッポロネクターサワー
- NEC
- ジョージア

### PV
- ローラ 『Call Me Maybe』

### スチール
- 昭和シェル石油
- 明治安田生命保険
- ポッツモデルリリアージュドレス
- ラ・パルレ イメージモデル2012
- Chloé 広告モデル2013
- Balenciaga 広告モデル2015

### 雑誌
- CanCam
- Anecan
- GINGER
- VoCE
- andGirl
- ar

### Web
- Baycrews
- bitFlyer
- J-FREET 『Beautique』
- Gypsophila 『からだのレシピシリーズ』
- 一般財団法人ITSサービス高度化機構